# 人生不設限
《人生不設限：我那好得不像話的生命體驗》（Life without Limits: Inspiration for a Ridiculously Good Life），由力克·胡哲所寫的自傳，也是一本勵志書籍。英文版於2010年由藍燈書屋出版，臺灣中文版於2010年由方智出版社出版、彭蕙仙翻譯。

## 內容
這本書記述了力克·胡哲一出生連四肢都沒有，跌倒再跌倒，一直被人嘲笑。經歷漫長挫折與黑暗後，力克記述了自己從失望、絕望、最後到充滿希望的心理變化，以及從一無所有到一無所缺的經過,在心靈強大的旅程上如何做一個強者。